# Symone Hengy

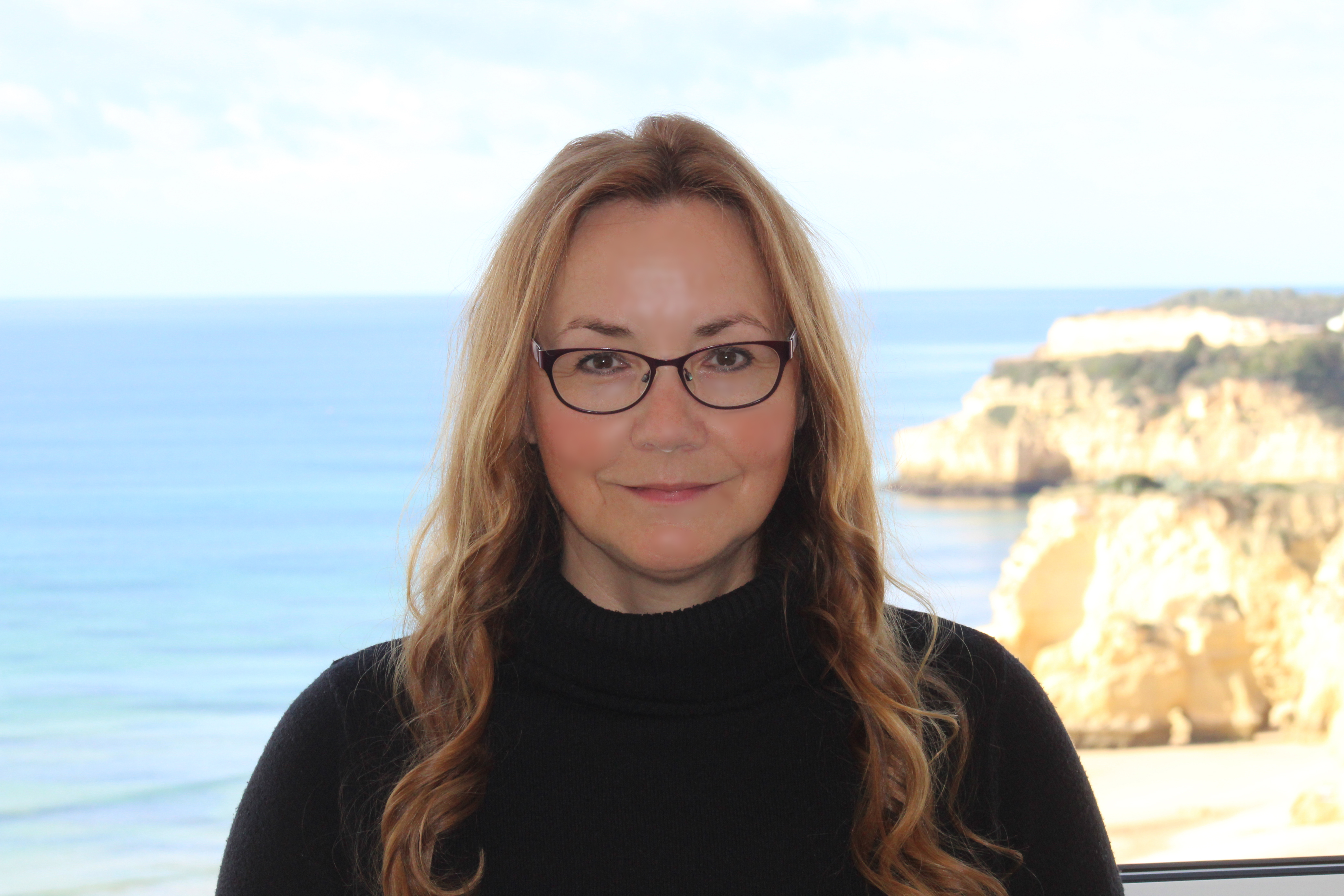
Symone Hengy

Symone Hengy (* 22. März 1965 als Symone Postel in Dresden) ist eine deutsche Schriftstellerin.

## Leben
Hengy wuchs in der Nähe von Meißen auf. Sie absolvierte ein Ingenieurstudium an der Ingenieurschule „S.W. Lebedew“ in Fürstenwalde/Spree und arbeitete anschließend als leitende Mitarbeiterin in der Kreisverwaltung Meißen.
Nach dem Zusammenbruch der DDR schulte sie erst zur Steuerfachangestellten, dann zur Webdesignerin und schließlich zur Versicherungsfachfrau um, arbeitete aber auch als Bibliothekarin, Veranstaltungsplanerin für einen Kunstverein und als Ortsführerin in einem Fremdenverkehrsamt.
Seither ist sie hauptsächlich als Autorin tätig.
Im Mai 1994 heiratete sie den aus Baden-Württemberg stammenden Michael Hengy. Gemeinsam erzogen sie die zwei aus früheren Beziehungen stammenden Kinder Amanda Hengy (geb. 1986) und Steve Hengy (geb. 1989).
Das Ehepaar lebt heute im Schwarzwald.

## Schaffen
Seit Juni 2014 erschienen in verschiedenen Verlagen (inzwischen alle Hybrid Verlag) mehrere Kriminalromane.
Symone Hengy ist seit 2017 Ehrenwertes Mitglied der Autorenvereinigung deutschsprachige Kriminalliteratur Das SYNDIKAT e.V. und den Mörderischen Schwestern e.V. .

## Werke (Auswahl)
- Extrem: Mord ist dicker als Blut. Hybrid Verlag, Homburg 2018, ISBN 978-3-946820-23-9.
- Kantschu: Wie du mir, so ich dir. Hybrid Verlag, Homburg 2019, ISBN 978-3-946820-58-1.
- Ekstase: Tödlicher Rausch. Hybrid Verlag, Homburg 2019, ISBN 978-3-946820-23-9.
- Explosion: Heiß abserviert. Hybrid Verlag, Homburg 2019, ISBN 978-3-946820-83-3.
- Operation: Gay Bomb. Hybrid Verlag, Homburg 2019, ISBN 978-3-96741-011-2 (Dieser Roman wurde anlässlich der Frankfurter Buchmesse 2018 für den „Bestseller 2.0“ nominiert)[3].